# Boucles de l'Aulne 2010
La 53e édition des Boucles de l'Aulne s'est déroulée le 30 mai 2010. L'épreuve est inscrite au calendrier de l'UCI Europe Tour 2010 dans la catégorie 1.1.

## Classement final
|    | Coureur             | Équipe                  |    | Temps           |
| -- | ------------------- | ----------------------- | -- | --------------- |
| 1  | Jean-Luc Delpech    | Bretagne-Schuller       | en | 4 h 11 min 49 s |
| 2  | Laurent Pichon      | Bretagne-Schuller       |    | m.t.            |
| 3  | Romain Hardy        | Bretagne-Schuller       |    | m.t.            |
| 4  | Saïd Haddou         | Bbox Bouygues Télécom   |    | m.t.            |
| 5  | Pierre Rolland      | Bbox Bouygues Télécom   |    | m.t.            |
| 6  | Jérémie Galland     | Saur-Sojasun            |    | m.t.            |
| 7  | Jonas Van Genechten | Verandas Willems        |    | m.t.            |
| 8  | Steven Tronet       | Roubaix Lille Métropole |    | m.t.            |
| 9  | Rémi Pauriol        | Cofidis                 |    | m.t.            |
| 10 | Maxime Bouet        | AG2R La Mondiale        |    | m.t.            |